# Nanjo
Nanjo (Japans: 南城市, Nanjō-shi) is een Japanse stad in de prefectuur Okinawa. In 2015 telde de stad 41.130 inwoners. 

## Geschiedenis
Op 1 januari 2006 werd Nanjo benoemd tot stad (shi). Dit gebeurde na het samenvoegen van de stad Sashiki (佐敷町) en de dorpen Chinen (知念村), Ozato (大里村) en Tamagusuku (玉城村).

## Partnersteden
- Tamaki, Japan sinds 1993

Subprefecturen:
Miyako · Yaeyama

Steden:
Ginowan · Ishigaki · Itoman · Miyakojima · Nago · Naha (hoofdstad) · Nanjo · Okinawa · Tomigusuku · Urasoe · Uruma

Districten:
Kunigami · Miyako · Nakagami · Shimajiri · Yaeyama
Gemeenten per district